# Fredric Lundqvist
Fredric Lundqvist (ur. 3 sierpnia 1976 w Lulei) – szwedzki piłkarz występujący na pozycji obrońcy. 

## Kariera klubowa
Lundqvist karierę rozpoczynał w 1993 roku w czwartoligowym zespole Gammelstads IF. W 1994 roku przeszedł do trzecioligowej Liry BK, a w 1995 roku został graczem drugoligowego IFK Luleå. Jego barwy reprezentował przez cztery sezony, po czym wrócił do Liry BK, również grającej już w drugiej lidze. Spędził tam sezon 1999.
W 2000 roku Lundqvist przeszedł do GIF Sundsvall, występującego w pierwszej lidze. Zadebiutował w niej 10 kwietnia 2000 w wygranym 1:0 meczu z Hammarby IF, a 9 września 2001 w zremisowanym 2:2 pojedynku z Helsingborgiem strzelił pierwszego gola w pierwszej lidze. Barwy Sundsvallu reprezentował do 2005 roku. Wówczas, w trakcie sezonu 2005, przeniósł się do norweskiego Vikinga. Grał tam do końca sezonu 2006, po czym zakończył karierę.

## Kariera reprezentacyjna
W reprezentacji Szwecji Lundqvist zadebiutował 18 lutego 2003 w zremisowanym 1:1 towarzyskim meczu z Koreą Północną. W latach 2003–2005 w drużynie narodowej rozegrał 5 spotkań.